# 日本福音ルーテル復活教会
日本福音ルーテル復活教会（にほんふくいんルーテルふっかつきょうかい）は、愛知県名古屋市東区徳川町2303にある日本福音ルーテル教会の教会。1953年（昭和28年）にヴォーリズ建築事務所の設計で教会堂が建てられ、2012年（平成24年）には教会堂が登録有形文化財に登録された。名古屋市に現存する唯一のヴォーリズ建築である。

## 歴史

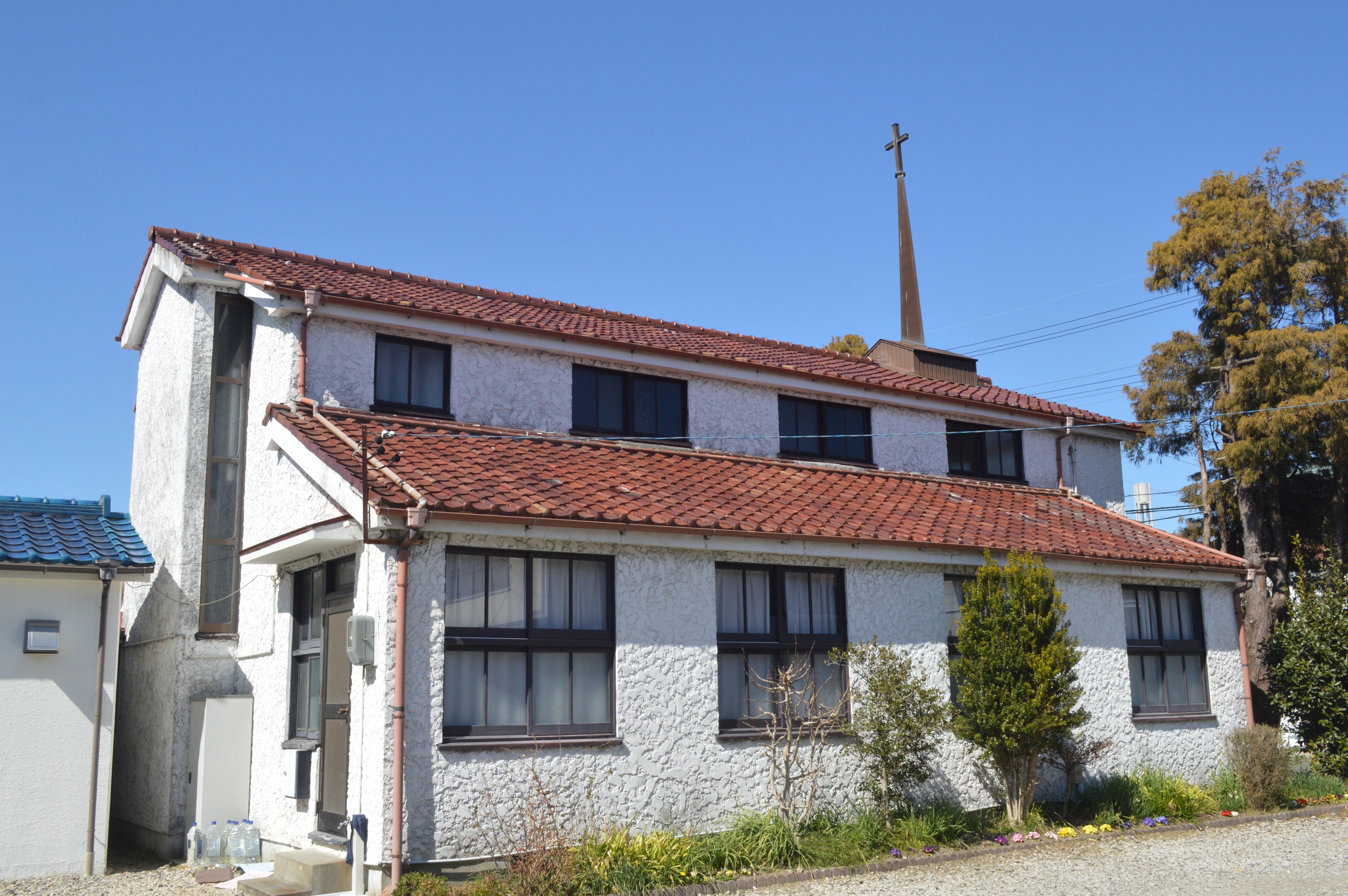
同年に同一設計者で建てられた日本福音ルーテル岡崎教会

### 名古屋におけるルーテル教会
1915年（大正4年）、ルーテル教会は名古屋市今池で伝道を開始した。1928年（昭和3年）には名古屋市大曽根で伝道を開始し、この年が日本福音ルーテル復活教会の創始であるとされる。1930年（昭和5年）には大曽根講義所が設置され、1934年（昭和9年）5月には現在地に教会堂が献堂され、大曽根教会が発足した。太平洋戦争末期の1945年（昭和20年）、名古屋大空襲によって教会堂が焼失し、大曽根教会は閉鎖された。

### 復活教会の教会堂の竣工
1950年（昭和25年）にはハロルド・ディール宣教師によって宣教が再開され、徳川園の前にあった中京法律学校の教室を借りて礼拝を行ったとされる。
新たな敷地への移転も検討されたが、1953年（昭和28年）に同一地点に現在の教会堂が建てられ、復活祭の日に再献堂された。復活教会と名付けられたのはこの際である。
設計はヴォーリズ建築事務所であり、ウィリアム・メレル・ヴォーリズの他にカリフォルニア大学建築学科やイリノイ大学出身の建築家である小川祐三も関わっている。施工は大林組である。なお、同年には同じくヴォーリズ建築事務所の設計で岡崎市の日本福音ルーテル岡崎教会も献堂されている。
戦後には日本ルーテル教会の広報媒体として日本ルーテル・アワーがあり、1960年（昭和35年）6月には教会堂内の会議室が名古屋センターとして用いられた。1961年（昭和36年）には牧師館も完成した。

### 近年の動向
2008年（平成20年）には改修工事が行われた。2012年（平成24年）8月13日、登録有形文化財に登録された。なお、2013年（平成25年）12月24日には日本福音ルーテル岡崎教会も登録されている。その他に登録されている日本ルーテル教会の教会堂としては、小城教会（1998年登録）、市川教会（2008年登録）、久留米教会（2019年登録）、熊本教会（2019年登録）がある。
2014年（平成26年）10月には、愛知登文会によって登録有形文化財の特別公開（後の「あいたて博」）が初めて行われたが、この際には日本福音ルーテル復活教会も特別公開を実施した。2019年（令和元年）9月20日には名古屋市景観重要建造物に指定された。
2020年(令和2年)11月には、「あいちのたてもの博覧会」がオンライン開催となったことを契機に日々教会で行われていることを動画で記録し、愛知登文会のYouTubeアカウントで公開した。

## 建築
木造平屋建一部2階建、塔屋付。梁間は4間、奥行は9間。西側の7間が教会堂であり、東側の2間が会議室である。
内部の空間はノアの箱舟に例えられる。一般的な教会堂とは異なり、西側に祭壇を有する。建物西面には琥珀色のガラスで十字架（ラテン十字）が描かれており、夕方には夕日が内陣や教会堂内を照らし出す。

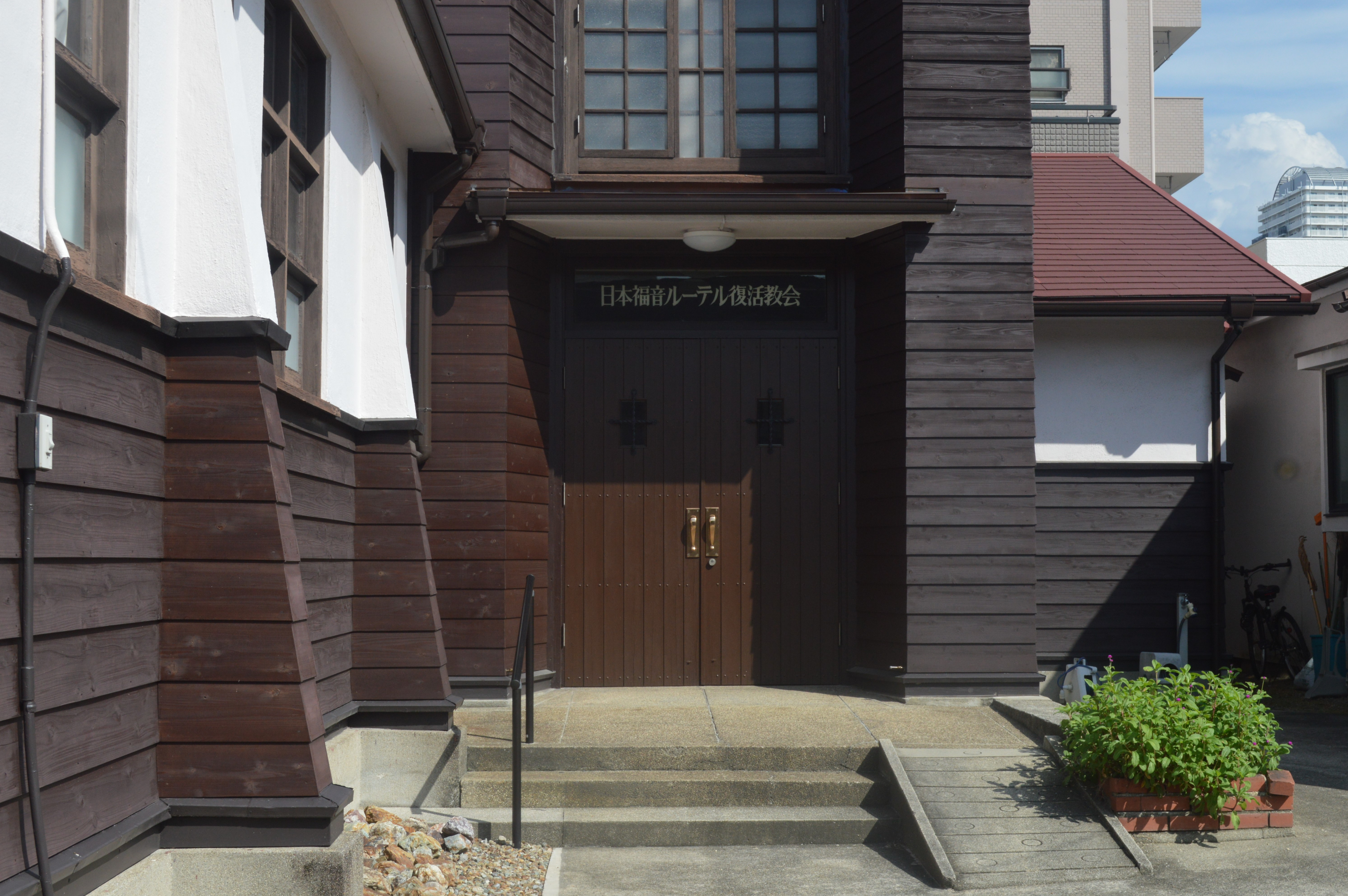
教会堂の入口
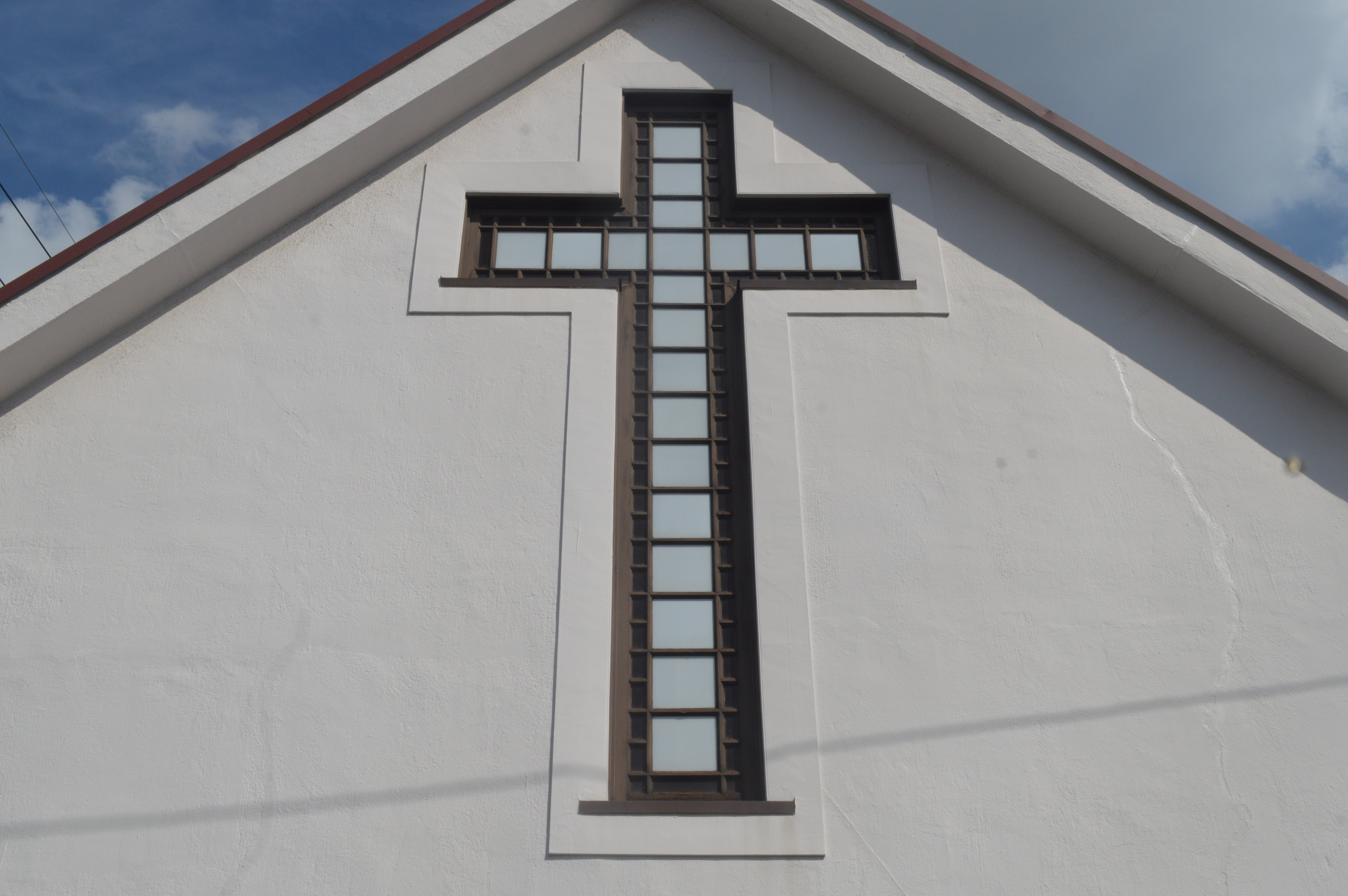
建物西面のラテン十字
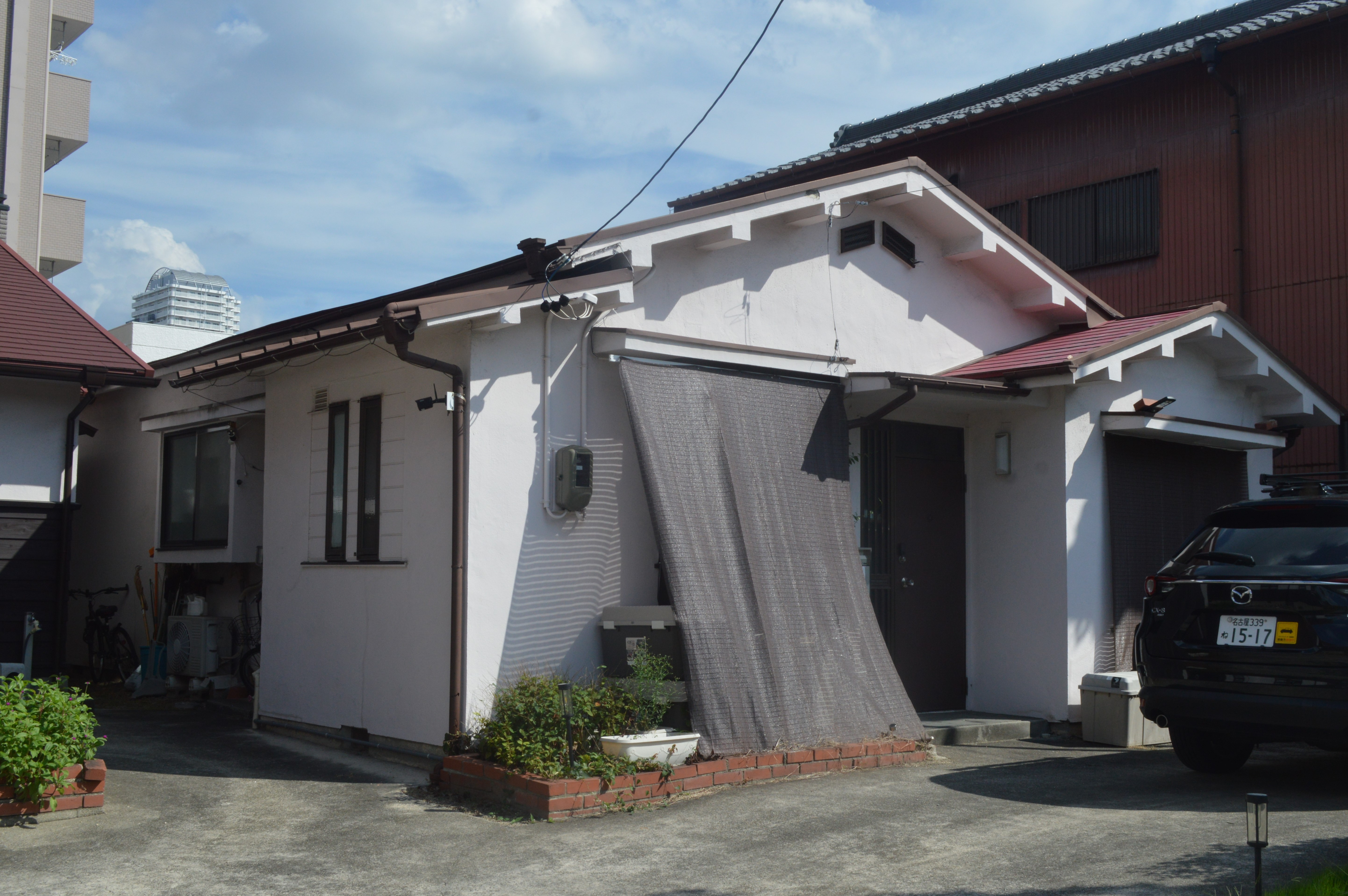
附属屋
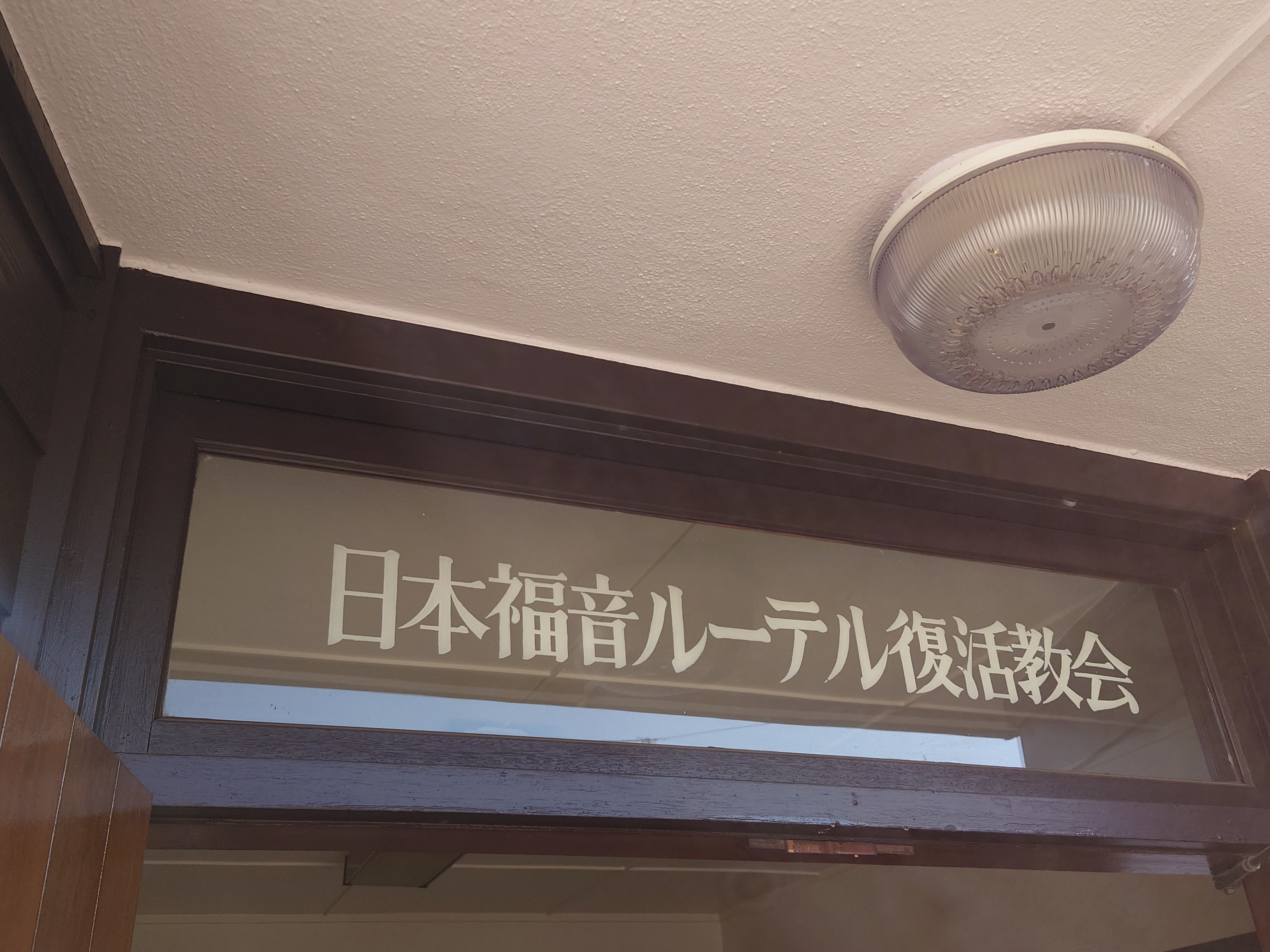
教会の名称

## 現地情報
所在地
- 461-0023 愛知県名古屋市東区徳川町2303

交通アクセス
- 名鉄瀬戸線森下駅から徒歩5分